# Gregory Gates
Gregory Gates (anglès: Gregory Crozier Gates)  (Montclair, 28 d'abril de 1926 - Fredericksburg, 9 de gener de 2020) fou un remer estatunidenc que va competir durant la dècada de 1940.
El 1948 va prendre part en els Jocs Olímpics de Londres, on guanyà la medalla de bronze en la prova del quatre sense timoner del programa de rem. Formà equip amb Frederick Kingsbury, Stuart Griffing i Robert Perew.